# Éric Chevallier
Pour les articles homonymes, voir Chevallier.
Éric Chevallier, né le 5 avril 1960 à Paris, est un diplomate français.

## Biographie
Il est diplômé de l’Institut d'études politiques de Paris (section PES, 1987) et docteur en médecine (thèse université Paris-V, 1989).
Pendant son doctorat de médecine générale et alors qu’il est étudiant à Sciences Po, Éric Chevallier exerce pendant un an comme médecin en milieu carcéral.
À 29 ans, il devient responsable de programmes au Centre international de l’enfance où il développe notamment parmi les premiers programmes de lutte contre le sida de la mère et de l’enfant dans les pays en voie de développement. Il collabore également avec l’OMS, l’UNICEF, le PNUD et la Banque mondiale.
En 1995, il participe à la création d’ONUSIDA. Ce programme conjoint des Nations unies sur le sida est destiné à coordonner l'action des différentes agences spécialisées de l'ONU pour lutter contre la pandémie de VIH/SIDA.
En 1996, il devient le délégué général de l’ONG Aide médicale internationale qui intervient notamment en république démocratique du Congo, au Soudan, en Afghanistan, au Yémen, en Birmanie, en Indonésie et en Thaïlande. Dans les premiers mois de l’année 1997, il négocie le maintien du programme humanitaire en faveur de la mère et de l’enfant à Kaboul pendant le régime des talibans.
Le 4 juin 1997, alors que Bernard Kouchner est nommé secrétaire d'État auprès du ministre de l'Emploi et de la Solidarité, chargé de la Santé par Lionel Jospin, il demande à Éric Chevallier de faire partie de son équipe et d’être son conseiller chargé des questions internationales ainsi que du dossier santé/exclusion sociale.
Le 15 juillet 1999, Éric Chevallier devient le conseiller spécial de Bernard Kouchner, nommé représentant spécial du secrétaire général des Nations unies au Kosovo et chef de la Mission d'administration intérimaire des Nations unies au Kosovo (MINUK). Il y reste avec Bernard Kouchner pendant 18 mois.
En février 2001, de retour en France, Bernard Kouchner est nommé au ministère de la santé. Éric Chevallier l’accompagne en tant que conseiller spécial. Il collabore notamment activement à la mise en place du plan français de lutte contre le bioterrorisme (biotox) après le 11 septembre ainsi qu’à la création du Fonds mondial contre le sida, la tuberculose et le paludisme, dont il présidera la conférence internationale de sélection du premier conseil scientifique international.
En mai 2002, il devient sous-directeur chargé du suivi des crises internationales au secrétariat général de la défense nationale, rattaché aux services du Premier ministre.
Puis il devient en janvier 2005, successivement délégué interministériel adjoint puis coordonnateur national au ministère des Affaires étrangères pour l’aide de la France aux pays touchés par le tsunami.
En janvier 2006, il devient directeur des missions internationales de médecins du monde, ONG présente dans une cinquantaine de pays (Afrique, Proche et Moyen-Orient, Asie, dans le Caucase et en Amérique latine). Éric Chevallier dirige une équipe d’environ une soixantaine de permanents au siège de l’organisation et de 3 000 personnes sur le terrain.

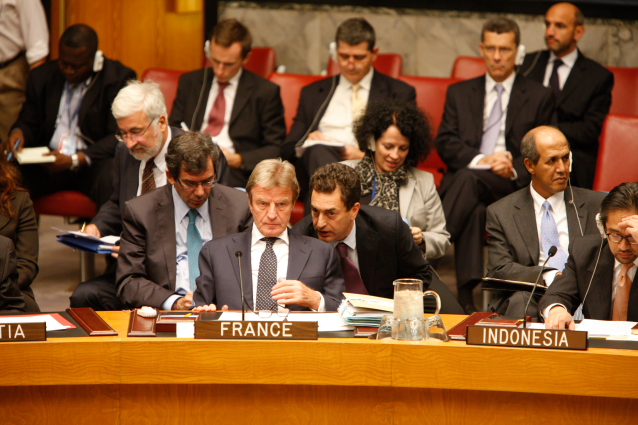
Bernard Kouchner et Éric Chevallier, le 23 septembre 2008 lors de la générale des Nations unies

Il retrouve le ministère des Affaires étrangères et européennes en mai 2007. Il devient alors le conseiller spécial (crise et conflits) de Bernard Kouchner. Il a notamment été l’artisan de la création de la plus importante opération militaire autonome de l’Union européenne, EUFOR-Tchad-RCA qui vise à protéger dans ces deux pays un demi million de réfugiés et déplacés du fait de la crise au Darfour.
Parallèlement à ses fonctions de conseiller spécial, il est nommé en juillet 2008 porte-parole et directeur de la Communication de l'information du quai d'Orsay dont il a réformé l’organisation, l’esprit et l’approche : déplacement dans les régions françaises pour débattre avec les citoyens, développement de la présence du porte-parole dans les médias français et étrangers.
Ce cumul de fonctions de cabinet (très liées à un ministre spécifique) et d'un poste de directeur d'administration centrale (soumis à une plus grande neutralité) ne va cependant pas sans débat : il se fait contre tous les usages, et surtout contrevient aux instructions du premier ministre (circulaire Fillon de mai 2007). C'est probablement aussi sa proximité avec Bernard Kouchner qui lui vaut, un an après sa nomination comme conseiller spécial, d'être définitivement intégré, sans concours et avec une expérience de seulement 8 années de service public, au grade de ministre plénipotentiaire, le plus haut grade du ministère des affaires étrangères et européennes. Il est incertain que cette nomination ait satisfait aux conditions réglementaires prévues par les textes (cf article sur le grade de  ministre plénipotentiaire) quant à l'ancienneté requise ; mais il se trouve, assez curieusement, que cette question n'a fait l'objet d'aucun recours contentieux.
Le 27 mai 2009, il est nommé ambassadeur de France en Syrie puis rappelé le 16 novembre 2011, lors de la guerre civile syrienne. Revenu en Syrie en février 2012, il a dû fermer l'ambassade de France le 6 mars 2012 à la demande des autorités françaises pour des raisons de sécurité. Il suit alors le dossier syrien au ministère des Affaires étrangères en tant qu'ambassadeur pour la Syrie. Il a notamment été le coordinateur de la 3e réunion internationale des Amis du peuple syrien qui s'est tenue à Paris le 6 juillet 2012, rassemblant plus de cent pays.
Ami du dissident syrien Riad Seif, il continue d'agir en Syrie auprès de l'opposition, notamment en participant aux pourparlers pour la formation de la Coalition nationale des forces de l'opposition et de la révolution, ou en aidant l'opposant Georges Sabra à fuir la Syrie fin 2011.
Il est nommé le 1er juillet 2014 ambassadeur de France au Qatar. Il est remplacé en 2018 par Franck Gellet.
Il est nommé le 23 août 2018 directeur du centre de crise et de soutien du Quai d'Orsay.
Il est nommé en 2021 à l’ambassade de France en Irak, comme ambassadeur.
Il est nommé le 19 janvier 2024, à l'ambassade de France en Égypte, en qualité d'ambassadeur.

## Décorations
- Chevalier de la Légion d'honneur (8 avril 2012)